# Красноставці (Коломийський район)
Красноста́вці — село в Україні, у Снятинській міській громаді Коломийського району Івано-Франківської області. 
Відповідно до Розпорядження Кабінету Міністрів України від 12 червня 2020 року № 714-р «Про визначення адміністративних центрів та затвердження територій територіальних громад Івано-Франківської області» увійшло до складу Снятинської міської громади.
Неподалік від села розташована ботанічна пам'ятка природи Урочище «Сивулька-Бита».
За даними облуправління МГБ у 1949 р. у Снятинському районі підпілля ОУН найактивнішим було в селі Красноставці.